# کمبود دی هیدروپیریمیدین دهیدروژناز
کمبود دی هیدروپیریمیدین دهیدروژناز (به انگلیسی: DPD deficiency) یک اختلال متابولیک با توارث اتوزومی مغلوب است که در آن فعالیت آنزیم دی هیدروپیریمیدین دهیدروژناز در حد صفر یا بسیار پایین است. این آنزیم در متابولیسم اوراسیل و تیمین نقش دارد.
افراد مبتلا به این بیماری ممکن است در پی مصرف ۵-فلوئورواوراسیل (به انگلیسی: 5-FU) دچار مسمومیت‌های کشنده شوند. این ترکیب، نوعی دارو شیمی درمانی است که در درمان سرطان استفاده می‌شود. بجز ۵-فلوئورواوراسیل، مصرف داروی خوراکی فلوئوروپیریمیدین کاپسیتابین (Xeloda) نیز که در شیمی درمانی مصرف زیادی دارد می‌تواند در این بیماران منجر به مسمومیت‌های شدید و حتی کشنده شود.

## ژنتیک
توارث این بیماری با الگوی اتوزومی مغلوب است.

## اپیدمیولوژی
بررسی‌ها نشان داده‌اند که نزدیک به ۸ درصد جمعیت عمومی دچار نقص نسبی این آنزیم هستند.